# Borland (automerk)
Borland, ook bekend als Borland-Grannis of Borland Electric, maakte in Chicago van 1903 tot 1914 elektrisch aangedreven auto's en in Saginaw van 1914 tot 1916. Misschien hebben de fabrikanten Broc of Argo of allebei een fusie gehad voor 1916, daar men alle in Saginaw zat. Uiteindelijk fuseerden allen het tot AEC.